# Orgel der Pelstergasthuiskerk Groningen
Die Orgel der Pelstergasthuiskerk in der niederländischen Stadt Groningen wurde im Jahr 1693 von Arp Schnitger gebaut. Sie verfügt über 20 Register, die auf zwei Manuale und Pedal verteilt sind. Nach mehreren Umbauten vom 18. bis zum 20. Jahrhundert sind noch das Gehäuse und zwei Register ganz sowie sieben teilweise von Schnitger erhalten.

## Baugeschichte

### Neubau durch Schnitger 1693
Die Pelstergasthuiskerk, eine Hospitalkapelle, erhielt im Jahr 1627 eine neue Orgel mit Hauptwerk und Rückpositiv, die wahrscheinlich von Anthoni Veerbeck an der Nordwand errichtet wurde. Trotz mehrerer Reparaturen im 17. Jahrhundert war die Orgel 1692 unspielbar geworden, sodass mit Schnitger eine Reparatur für 315 Gulden vereinbart wurde. In seinen Aufzeichnungen berichtet Schnitger von einer Reparatur der Orgel und einem Neubau des Rückpositivs. Tatsächlich führte er aber eine Reparatur des Rückpositivs unter Verwendung älterer Teile durch. Der Meister erhielt 1693 für seine erfolgreiche Arbeit 327 Gulden und 15 Stuiver, der Möbeltischler Allert Meijer 110 Gulden für das eichene Gehäuse und der Bildschnitzer Jan de Rijk 30 Gulden.
Schnitger erweiterte den Manualumfang, änderte die Disposition, erneuerte das Rückpositiv unter Einbeziehung von Teilen der Vorgängerorgel, vergrößerte das Gehäuse und ließ neues Schnitzwerk anfertigen. Das Hauptwerkgehäuse trägt eine 1989 freigelegte Inschrift, der zufolge Schnitger im Jahr 1712 eine Erneuerung und Vergrößerung durchführte, die sich sonst aber nicht nachweisen lässt: Der Fries hat die Inschrift: „MANUAAL NIEUW GEMAAKT EN VERGROOT ANNO 1712 DOOR ARP SCH[NITGER]“, das untere: „[TOEN] ROOSVELD IOHANNES SCHENSEMA. ALBERTUS HUITEMA. HERMANNES WOUTERS VOOGDEN [WAREN]“.
Das Rückpositivgehäuse in der Emporenbrüstung ist die verkleinerte Form des Hauptwerkgehäuses und wies ursprünglich die klassische fünfteilige Form auf. Der überhöhte mittlere Rundturm wird von zwei Spitztürmen flankiert. Dazwischen sind zweigeschossige Flachfelder angebracht, die durch profilierte Kämpferleisten unterteilt werden. Ganz außen bilden seit dem Umbau durch Hinzs im Jahr 1774 schmale zweigeschossige, leicht konvexe Felder den Abschluss. Die schmalen Pfosten haben alle Hohlkehlen. Jan de Rijk schuf die vergoldeten Seitenflügel am Hauptwerk mit reichem Rankenwerk und Trompete spielenden Engeln. In Seitenflügeln des Rückpositivs werden Hörner und Streichinstrumente von Rankenwerk umgeben. Das vergoldete Schleierwerk in den Pfeifenfeldern und das die Flachfelder bekrönende stammen von 1693 oder 1712. Die bekrönenden Vasen, die Leier auf dem Mittelturm des Hauptwerks und das Schleierwerk in den konvexen Seitenfeldern datieren von 1774. Caspar Struiwigh schnitzte die Harfe spielende Figur des Königs David auf dem Mittelturm des Rückpositivs im Jahr 1744. Die schwarze Fassung des Gehäuses stellt die Situation von 1774 wieder her. Der Vorhang an der Westwand hinter der Orgel wurde im 19. Jahrhundert gemalt.

### Spätere Arbeiten
Albertus Antonius Hinsz reparierte das Werk im Jahr 1735. Im Zuge der östlichen Verlängerung der Kapelle (1772/1773) setzte Hinsz das Instrument 1774 auf eine neue Westempore um. Es wurde etwas verbreitert und erhielt neue Windladen mit voll ausgebauten Bassoktaven und einige neue Register. Weitere Reparaturen folgten 1803 durch Heinrich Hermann Freytag und 1820 durch Herman Eberhard Freytag.
Petrus van Oeckelen ersetzte 1875 sieben Register entsprechend dem Zeitgeschmack, darunter die Prospektpfeifen. 1915 bauten van Oeckelen & Sons neue Windbälge ein. Jan Doornbos reparierte die Orgel 1916 und Klaas Doornbos tauschte 1931 drei Stimmen aus.

### Restaurierung

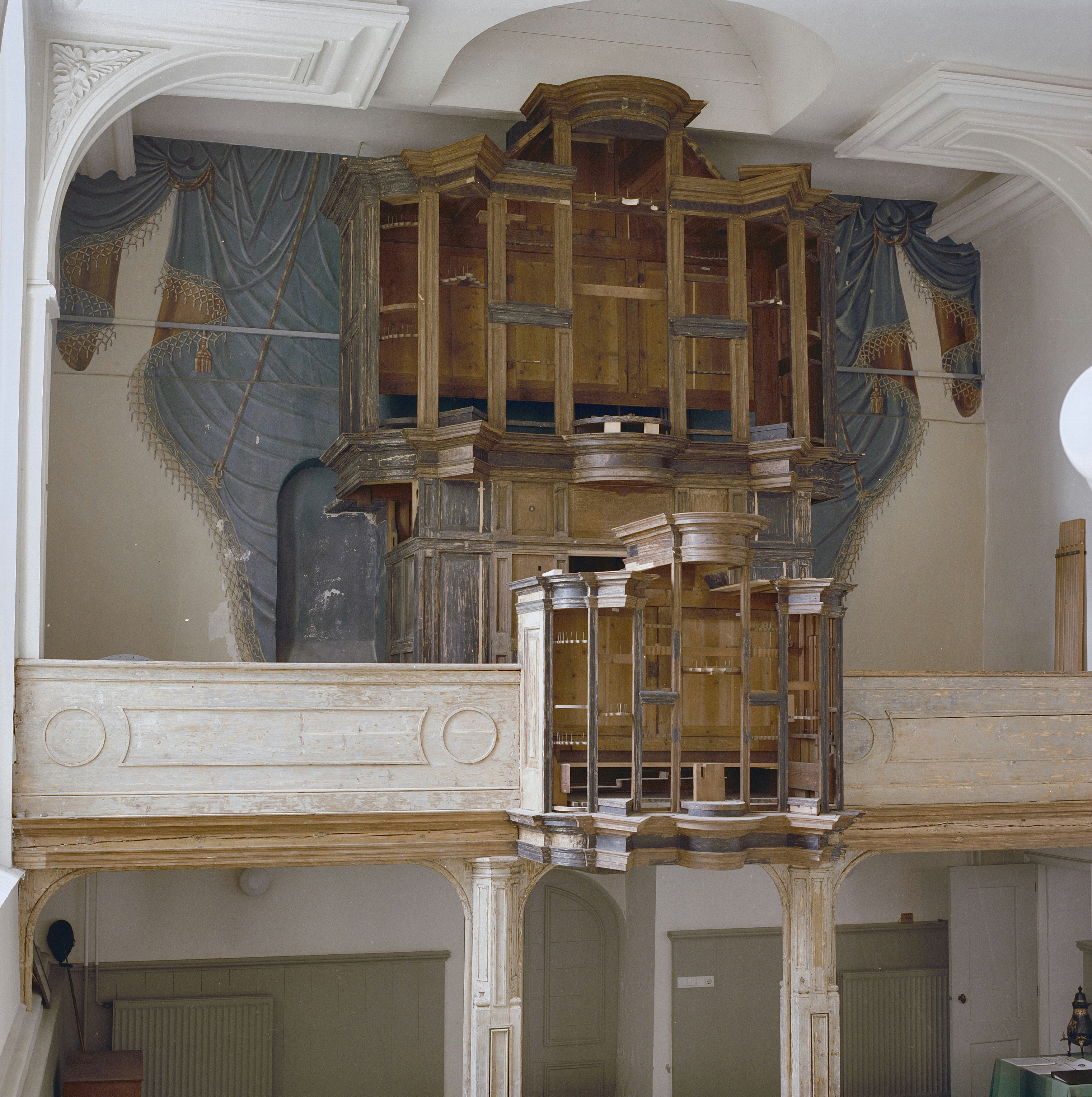
Leeres Orgelgehäuse während der Restaurierung 1989

Bakker & Timmenga (Leeuwarden) restaurierten das Instrument in den Jahren 1989/1990 und führten es auf den Zustand von 1774 auf der Grundlage der von Nicolaas Arnoldi Knock überlieferten Disposition zurück.

## Disposition seit 1990 (= 1774)
| I Hauptwerk C–c3 |      |        |
| Praestant        | 08′  | S/H/vO |
| Quintadeen       | 16′0 | S/H/BT |
| Holpijp          | 08′  | S/Fr   |
| Octaaf           | 04′  | H      |
| Fluit            | 04′  | H      |
| Quint            | 03′  | S/BT   |
| Octaaf           | 02′  | S/BT   |
| Fluit            | 02′  | H      |
| Cornet III D     |      | H      |
| Mixtuur IV B/D0  |      | S/H/BT |
| Fagot B/D        | 16′  | S      |
| Trompet          | 08′  | BT     |

| II Rückpositiv C–c3 |     |         |
| Praestant           | 4′0 | S/H/vO  |
| Gedakt              | 8′  | S/BT    |
| Fluit               | 4′  | AV/H/BT |
| Quintfluit          | 3′  | S/Fr/BT |
| Octaaf              | 2′  | BT      |
| Sesquialter II–III0 |     | BT      |
| Scherp III          |     | S/BT    |
| Dulciaan            | 8′  | H/BT    |

| Pedalwerk C–d1 |
| angehängt      |

- Koppeln: Schiebekoppel I/II (H)

Anmerkungen
AV = Anthoni Veerbeck (1627)
S = Schnitger (1693)
H = Albertus Antonius Hinsz (1774)
Fr = Heinrich Hermann Freytag (1803)
vO = Petrus van Oeckelen (1875/1915)
BT = Bakker & Timmenga (1989/1990)

## Technische Daten
- 20 Register, 29 Pfeifenreihen
- Windversorgung:

  - Blasbälge: 1 Magazinbalg
  - Winddruck: 70 mmWS
- Windladen (Hinsz)
- Traktur:
  - Klaviaturen (Hinsz)
  - Tontraktur: Mechanisch
  - Registertraktur: Mechanisch
- Stimmung:
  - Ungleichstufige Stimmung mit 6 reinen und 6 temperierten Quinten
  - Tonhöhe: ein Halbton über normal (a1 = 466 Hz)